# Bukit Topah
Bukit Topah är en kulle i Indonesien.   Den ligger i provinsen Aceh, i den västra delen av landet, 1 500 km nordväst om huvudstaden Jakarta. Toppen på Bukit Topah är 53 meter över havet.
Terrängen runt Bukit Topah är huvudsakligen platt.  Omgivningarna runt Bukit Topah är en mosaik av jordbruksmark och naturlig växtlighet.